# 鳶嘴山
鳶嘴山 （页面存档备份，存于）是臺灣雪山山脈的一座山，位於臺中市和平區中坑里，為大甲溪支流稍來溪、東卯溪與大安溪支流烏石坑溪的分水嶺，海拔2191.1公尺，因山勢尖聳，遠望貌似鳶嘴而得名。
鳶嘴山同稍來山、小雪山同屬雪山群峰，是台中熱門的登山路線，海拔雖不到2500公尺且路線不長，但沿途峭壁林立林相複雜且岔路多，靠近山頂的區域需攀繩才能通過，因此假日人潮有時會堵在山頂，需排隊才能越過稜線，對體力與膽量都是一項挑戰，登上山頂後可俯瞰八仙山與雪山山系山脈。
登山口位於大雪山林道上27~28K處，附近有大雪山國家森林遊樂區。